# سياسة الجودة
سياسة الجودة(بالإنجليزية: Quality policy)
في إدارة الجودة سياسة الجودة هي وثيقة يتم تطويرها بشكل مشترك من قبل الإدارة وخبراء الجودة للتعبير عن أهداف الجودة للمنظمة وهي واحدة من أول الاشياء التي يجب القيام بها عند تنفيذ نظام إدارة الجودة حسب متطلبات المواصفات الدولية ايزو 9001 وهي تعني انك تقوم بارسال رسالة للعملاء عن نظام جودة الإدارة في عملك التجاري والمستوى الذي تعمل به بتحديد واجبات الإدارة على سبيل المثال في إدارة المخاطر، المراجعات والتقييم، إدارة السجلات، ارضاء العملاء ويتم صياغتها في عبارات بسيطة.
، والمستوى المقبول من الجودة وواجبات الإدارات المحددة لضمان الجودة.
إدارة سياسة الجودة هي مسألة إستراتيجية على المدى الطويل وغالبا ما يكون نطاقها 10 اعوام.  
 ومن المعلوم أن مواصفات نظم إدارة الجودة ISO 9001:2000 & ISO 9001:2008
علوم الإدارة الحديثة ترى ان نجاح الأعمال يعتمد على جودة العمل العالم دونابيديان عرف الجودة في المجال الصحي على انها صفة الرعاية التي يتوقع من خلالها الارتقاء بمستويات تحسين حالة المريض الصحية مع التوازن بين المكاسب والخسائر التي تصاحب الرعاية في جميع اجزاءها
وتعرف منظمة الصحة العالمية الجودة على انها التمشي مع المعايير والاداء الصحيح بطريقة آمنه ومقبولة من المجتمع وبتكلفة مناسبة لإحداث تأثير ايجابي على نسبة الحالات المرضية والوفيات والإعاقة.
ترتكز سياسة الجودة في المقام الأول على التزام الموسسة بتقديم خدمات تفي باحتياجات العميل والجهات المستفيدة الأخرى، بأسلوب عصري ومبتكر وفقاً لمعايير التميز المؤسسي ونظام إدارة الجودة وأحدث المواصفات العالمية لنظام إدارة الجودة الأيزو 9001:2008 

## وصلات خارجية
- سياسة الجودة وطريقة كتابتها
- Baldrige Performance Excellence Program Website
- ICH Website
- FDA Website
- Health Canada Website